# Heneage Finch (9e comte d'Aylesford)
Pour les articles homonymes, voir Finch.
Heneage Michael Charles Finch, 9e comte d'Aylesford, né le 31 octobre 1908 et tué à la guerre le 28 mai 1940, est un militaire et noble britannique.

## Biographie
Il est l'unique enfant de Heneage Greville Finch, capitaine dans le régiment Irish Guards, tué au combat en France en septembre 1914 lors de la Première Guerre mondiale. C'est ainsi qu'en septembre 1924, à l'âge de 17 ans, Heneage Michael Finch hérite de son grand-père Charles Finch le titre de comte d'Aylesford de la pairie de Grande-Bretagne. Après sa scolarité au collège d'Eton, il entreprend une carrière militaire,
Ayant atteint le grade de capitaine, il est déployé en France avec le 69e régiment de l'Artillerie royale lors de la Seconde Guerre mondiale. En avril 1940, lors d'une permission, il épouse Pamela Coventry, fille du colonel et grand joueur de cricket Charles Coventry (en). Il est tué au combat le mois suivant à Wormhout, durant la bataille de Dunkerque, à l'âge de 31 ans et sans enfant,,.
Il est inhumé au cimetière de Wormhout. Il est l'un des cinquante-six parlementaires britanniques morts à la Seconde Guerre mondiale et commémorés par un vitrail au palais de Westminster. Son oncle Charles hérite de son titre et devient le 10e comte d'Aylesford,,,.